# Iglesia de Nuestra Señora del Carmen y colegio mayor Virgen del Carmen
La iglesia de Nuestra Señora del Carmen y el colegio mayor «Virgen del Carmen» es un conjunto de edificios de la ciudad española de Zaragoza, en Aragón. Ubicado en el número 8 del paseo de Mª Agustín, su construcción data de la década de 1960, fruto de un proyecto de José Romero.

## Descripción

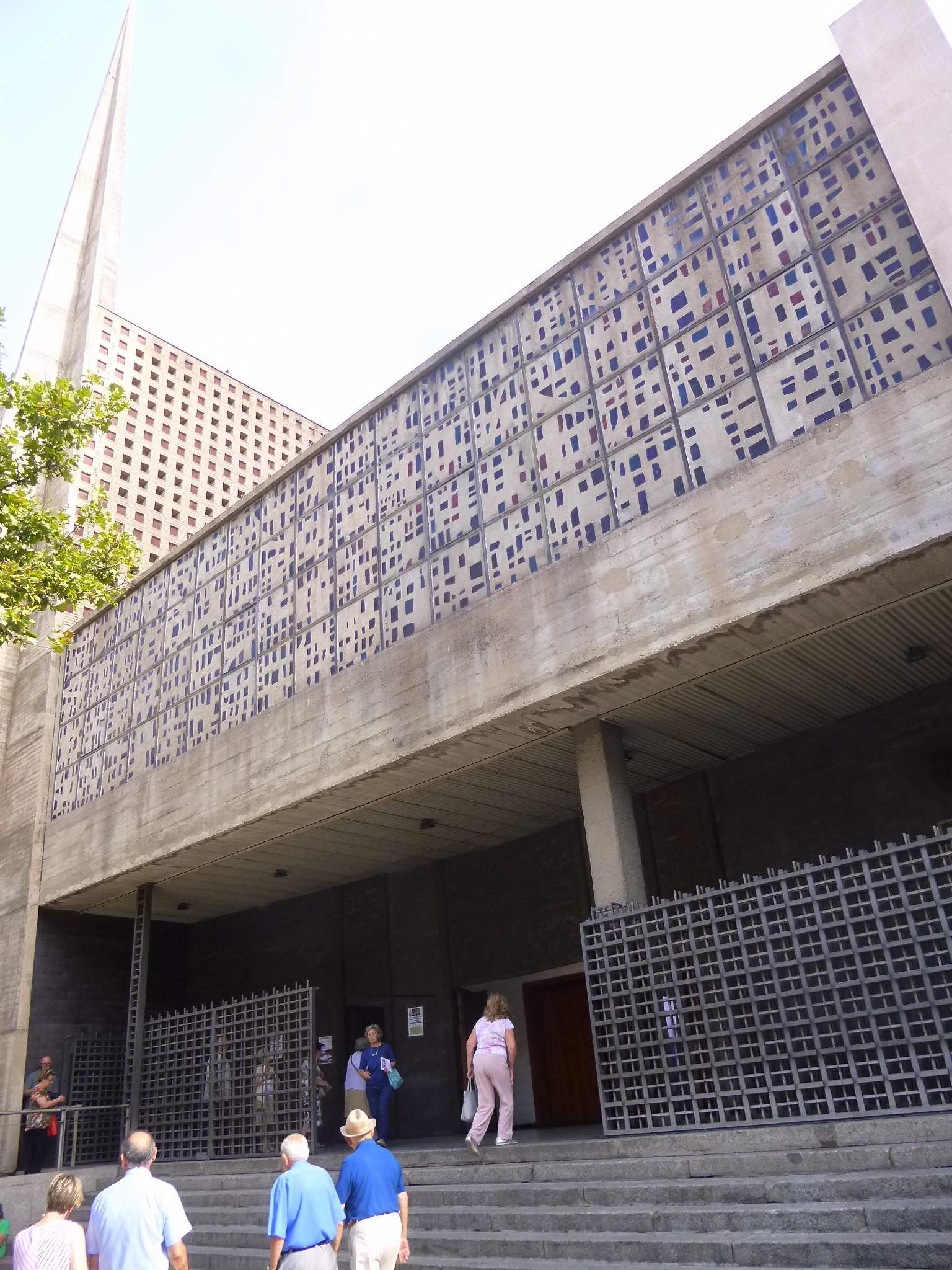
Fachada

El conjunto formado por la iglesia de Nuestra Señora del Carmen y el colegio mayor «Virgen del Carmen» fue proyectado en 1963 por el arquitecto José Romero Aguirre e inaugurado en 1965. Se sitúa en una manzana rectangular con fachada principal al paseo María Agustín y resuelve un complejo programa que comprende iglesia, residencia de religiosas, colegio mayor, residencia de religiosos, salón de actos, piscina, dependencias de asistencia social y garaje. Las fachadas incorporan en su desarrollo el complejo programa unificado a través de la composición. Cada parte del programa presenta una personalidad propia y reconocible, que se integra en el conjunto mediante recursos compositivos y el uso de los mismos materiales: piedra, ladrillo y hormigón. El resultado es un edificio proyectado desde la modernidad con una gran riqueza compositiva que permite una doble lectura, unitaria y fragmentada.
La fachada principal hacia el paseo se acentúa respecto al resto del edificio mediante una gran cruz de hormigón que articula los dos cuerpos principales que la conforman: el cuerpo horizontal del coro que configura el porche de acceso a la iglesia y el cuerpo vertical de la residencia de religiosas. La cruz se despliega y prolonga en altura a modo de pináculo, reinterpretando el elemento vertical tradicionalmente situado junto a las iglesias para convocar a los fieles. El interior de la iglesia sigue las prescripciones del Concilio Vaticano II y configura un lugar en penumbra sutilmente iluminado para favorecer la oración individual y comunitaria. Destaca la interesante manipulación de las fachadas para introducir la luz al interior.

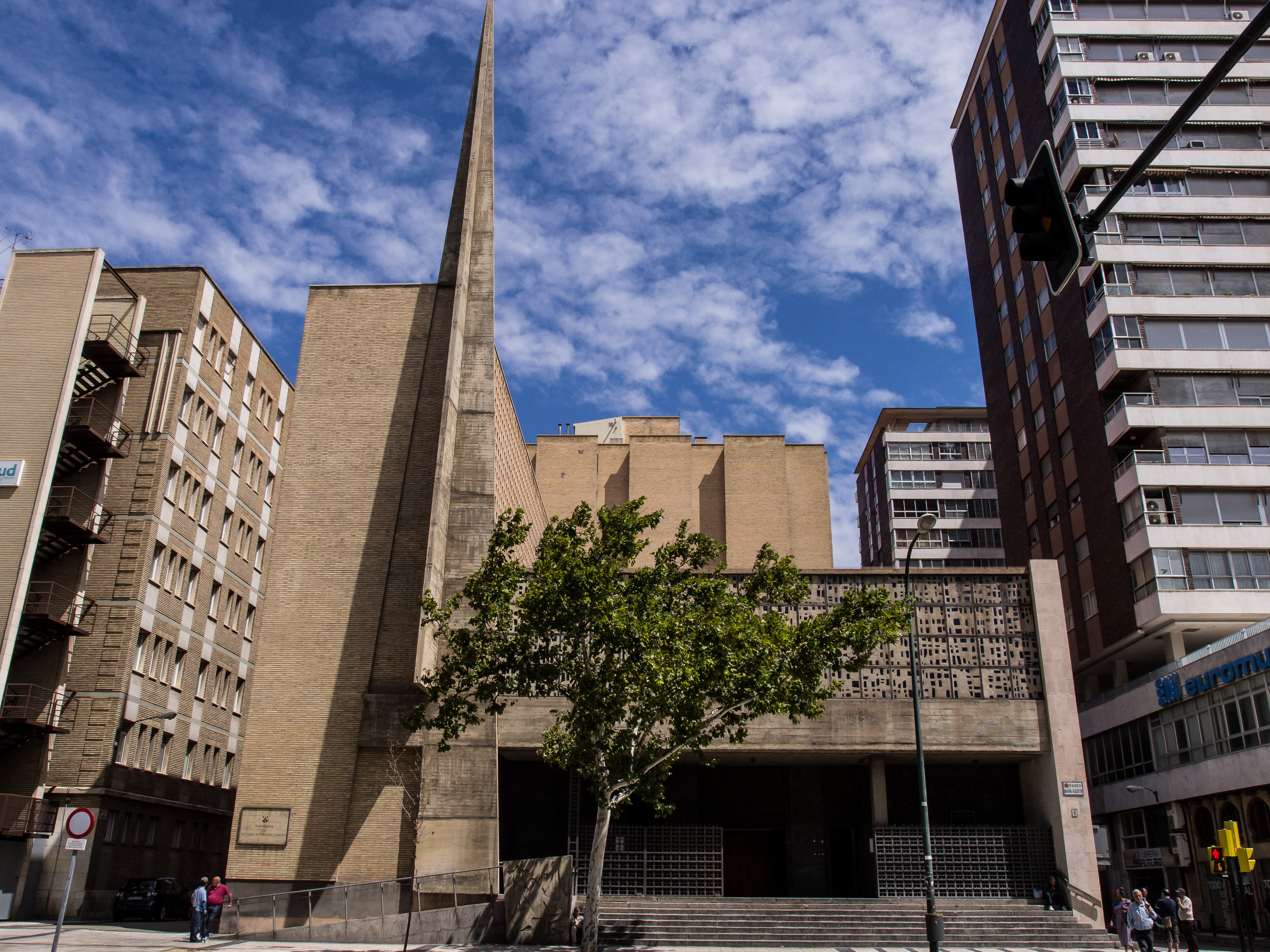
Vista frontal

El colegio mayor y residencia de religiosos ocupa la parte posterior de la parcela. Se desarrolla en once plantas, las tres inferiores coincidentes en altura con la iglesia albergan las estancias comunes y las ocho restantes las habitaciones organizadas en torno a un patio central. En las fachadas de ladrillo de las plantas de habitaciones, el cerramiento del cuerpo de aseos se desplaza para permitir una apertura lateral de ventilación e iluminación. Este desplazamiento articula verticalmente la composición y dulcifica la rotundidad del volumen.
El 24 de marzo de 2009 alcanzó el estatus de Bien Catalogado del Patrimonio Cultural Aragonés, mediante una orden publicada el 17 de abril de ese mismo año en el Boletín Oficial de Aragón.